# Gijs Leemreize
Gijs Leemreize (Ruurlo, 23 de octubre de 1999) es un ciclista profesional neerlandés que compite con el equipo Team Picnic PostNL.

## Biografía
Ganó la clasificación de montaña de la Carpathian Couriers Race en 2019. En 2020 se incorporó al nuevo equipo Jumbo-Visma Development, el equipo de desarrollo vinculado a la formación del World Tour Jumbo-Visma. En febrero participó en el Tour La Provence con el equipo WorldTeam. El 23 de julio se anunció que se uniría al equipo principal a partir de 2021 por un contrato de tres años. Cinco días después, volvió a ser invitado con el primer equipo a disputar la Vuelta a Burgos. Durante la primera etapa sufrió una grave caída y perdió la yema de un dedo de su mano derecha. Tuvo que abandonar la carrera para operarse. Tres semanas más tarde, volvió a la competición, ocupando el sexto puesto en el campeonato neerlandés de ruta sub-23, y luego el quinto en la Ronde d'Isard.

## Palmarés
2021
- Ronde d'Isard, más 1 etapa

## Resultados en Grandes Vueltas
Durante su carrera deportiva ha conseguido los siguientes puestos en las Grandes Vueltas.
| Carrera | Carrera         | 2020 | 2021 | 2022 | 2023 | 2024 | 2025 |
| ------- | --------------- | ---- | ---- | ---- | ---- | ---- | ---- |
|         | Giro de Italia  | —    | —    | 28.º | —    | 43.º | 43.º |
|         | Tour de Francia | —    | —    | ―    | —    | —    | —    |
|         | Vuelta a España | —    | —    | —    | —    | 84.º | —    |

—: no participa

Ab.: abandono

## Equipos
- Jumbo-Visma Development Team (2020)
- Team Jumbo-Visma (2021-2023)
- DSM/Picnic (2024-)
  - Team dsm-firmenich PostNL (2024)
  - Team Picnic PostNL (2025-)